# Diana Taurasi
Diana Taurasi, née le 11 juin 1982 à Chino en Californie, est une joueuse italo-argentino-américaine de basket-ball.
Elle possède à son palmarès tous les titres les plus importants du basket-ball féminin mondial. Elle remporte avec les États-Unis : six médailles d’or olympique consécutives, en 2004, 2008, 2012, 2016, 2020 et 2024 ; ainsi que trois championnats du monde en 2010, 2014 et 2018. Elle est également championne NCAA ; triple championne WNBA et quadruple vainqueur de la compétition des clubs la plus importante en Europe, l'Euroligue. À titre individuel, est désignée à deux reprises meilleure joueuse du tournoi NCAA et meilleure joueuse de WNBA en 2009.

## Biographie
Son père, Mario, italien, est un ancien gardien de but de football professionnel qui a évolué dans le championnat argentin. Sa mère, Lili, est de nationalité argentine. Ils ont rejoint les États-Unis peu de temps avant la naissance de Diana. Elle grandit à Chino, dans la banlieue Est de Los Angeles. À la maison, toute la famille parle espagnol, si bien qu'elle est parfaitement bilingue. Sa sœur ainée, Jessika, a évolué à UC Riverside. 
Passionnée de football, son idole sportive est Diego Maradona, qu'elle a pu approcher lors des Jeux olympiques de Pékin.

### Carrière universitaire
Elle se fait tout d'abord un nom en high school, au Don Lugo High School. Avec 3 047 points, elle réalise la deuxième meilleure performance de l'histoire de l'État de Californie, derrière Cheryl Miller. Elle reçoit d'ailleurs le « Cheryl Miller Award » en 2000, récompensant la meilleure joueuse du sud de la Californie.

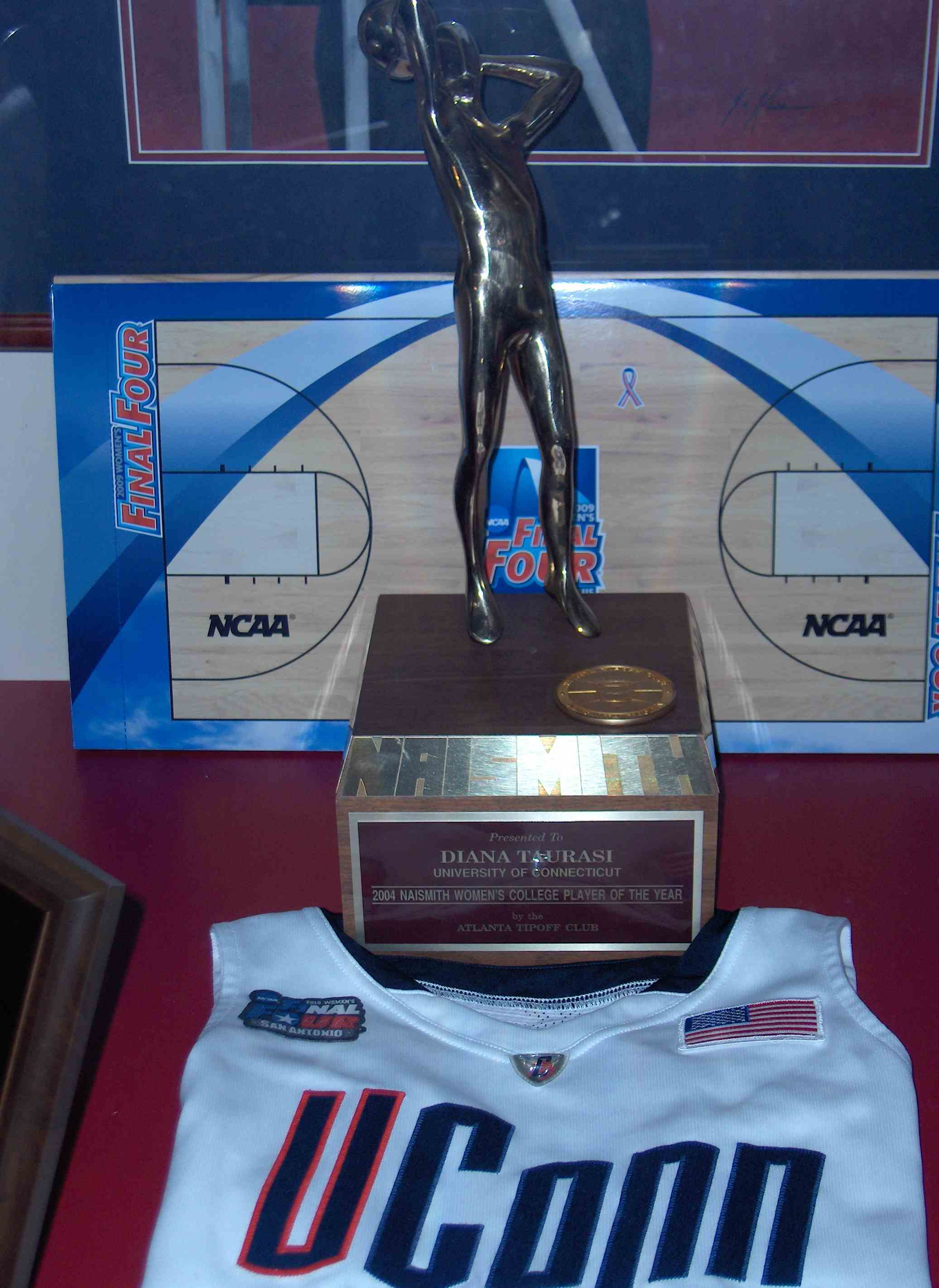
Trophée Naismith remporté par Taurasi en 2004

Elle est recrutée par l'une des meilleures université du pays, l'université du Connecticut, pour évoluer avec les UConn Huskies. 
Avec Uconn, elle remporte de nombreux trophées : lors de ses quatre saisons, les Huskies remportent le championnat de la phase régulière de la Big East Conference et deux tournois de celle-ci. Elle participe à quatre tournois de la NCAA, échouant en demi-finale face à Notre Dame lors de la première saison. Les trois années suivantes, les Huskies remportent le titre universitaire, par 82 à 70 face à Oklahoma en 2002, 73 à 68 face aux Lady Volunteers de Tennessee en 2003 (dont 28 points de Taurasi) et par 70-61 en 2004 face aux mêmes Lady Vols. En 2004, l'université du Connecticut remporte les deux titres masculin et féminin.
À titre individuel, elle reçoit de nombreuses récompenses : trois fois nommée, de 2002 à 2004, dans le premier cinq de la Big East Conference, trois fois Most Outstanding Player du tournoi régional de NCAA. Lors de ses deux dernières saisons, elle reçoit le Trophée Naismith, devenant la quatrième joueuse de l'histoire à réaliser un tel doublé, après Cheryl Miller, Dawn Staley et Chamique Holdsclaw. Sa suivante au palmarès, Seimone Augustus, réalise également le même exploit. En 2003, elle remporte également le Wade Thophy, le Honda Sports Award, le Nancy Lieberman Award, le titre de joueuse de l'année désigné par la Women's Basketball Coaches Association et le titre de joueuse de l'année par le magazine Associated Press.
Enfin, elle est nommée meilleure joueuse du tournoi NCAA lors de ses deux derniers Final Four, en 2003 et 2004.
Ses statistiques sont de 10,9, 14,5, 17,9, 16,2 points pour ses quatre saisons, soit un bilan de 15 points pour sa carrière universitaire. Elle est la première joueuse de l'histoire des Huskies à réaliser 2 000 points, 600 rebonds et 600 passes. Durant sa présence sous le maillot de UConn, l'université présente un bilan de 139 victoires pour seulement 8 défaites.

### Carrière WNBA
À l'issue de sa carrière universitaire, elle est sélectionnée en première position lors de la Draft WNBA 2004 par la franchise du Mercury de Phoenix, qui viennent de réaliser une saison avec un bilan de 8 victoires pour 26 défaites.
Elle devient la première joueuse à marquer plus de 20 points lors de ses trois premières rencontres dans la ligue. Avec 17,0 points, elle termine meilleure marqueuse de son équipe et obtient le titre de rookie of the year. Elle termine également dans le premier cinq de la saison 2004. Elle est également sélectionnée pour son premier WNBA All-Star Game.
Malgré une blessure à la hanche, elle termine 28 de ses 33 rencontres en double figure (plus de 10 points), 21 avec 20 points et plus. Ses statistiques sont en baisse : 17 points, 4,2 rebonds, progressant toutefois en passes décisives avec 4,5 passes contre 3,9 la saison passée. Comme la saison précédente, la franchise de Phoenix ne parvient pas à sa qualifier pour les playoffs.
L'arrivée d'un nouvel entraîneur Paul Westhead et de la numéro deux de la draft WNBA 2006 Cappie Pondexter favorise un jeu plus offensif du Mercury. Diana établit de nombreuses performances de choix : elle termine 33 rencontres à 10 points et plus, dont 26 à plus de 20 points, 8 à plus de 30 points et surtout deux rencontres à plus de 40. Elle établit une série record de 13 rencontres consécutives à 20 ou plus
Elle rejoint Katie Smith, seule autre joueuse à avoir réalisé plus de 40 rencontres lors de la même saison, Cynthia Cooper étant alors la seule autre joueuse à avoir réalisé plus de 40 points au moins deux fois en carrière. Maya Moore réussit également cette performance en 2014. Lors de l'une de ces deux rencontres, Elle marque 47 points, ce qui permet d'égaler le record de la ligue, détenu par l'Australienne Lauren Jackson, records battus en 2013 avec les 51 points de Riquna Williams,. Parmi les autres faits de la saison, elle devient la première, avec Pondexter, à réaliser au moins 30 points par deux joueuses de la même équipe lors de la même rencontre. Elle établit sa meilleure moyenne depuis le début de sa carrière, avec 25,3 points, réalise également un nouveau record du nombre de points avec 860, détrônant Katie Smith. Phoenix termine avec un bilan de 18 victoires 16 défaites, manquant de nouveau la qualification pour les playoffs.

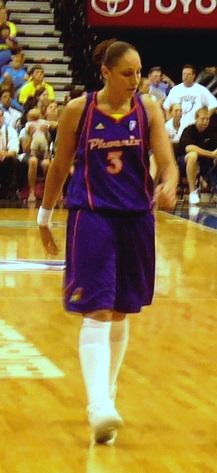
Taurasi lors de la saison WNBA 2007

Phoenix, avec le deuxième meilleur bilan de l'histoire de la ligue, 23 victoires, 11 défaites, retrouve les playoffs la saison suivante. Lors de ceux-ci, le Mercury élimine tout d'abord la franchise du Storm de Seattle puis les Silver Stars de San Antonio pour obtenir le droit de défier les championnes en titres, les joueuses de Shock de Détroit. Avec une victoire par 3 victoires à 2 (108-92 lors de la dernière rencontre disputée à Détroit), elle devient la sixième joueuse à remporter le titre NCAA, le titre WNBA et le titre olympique, les cinq premières étant Ruth Riley, Sheryl Swoopes, Swin Cash, Kara Wolters et Sue Bird. À titre individuel, elle établit avec 104 matchs le deuxième plus faible nombre de rencontres pour atteindre 2 000 points et plus. Elle est également la deuxième joueuse à dépasser la barre des 500 points lors de ses quatre premières saisons, la première étant Cynthia Cooper. Lors des playoffs, elle fait progresser sa moyenne de points de 19,2 points à 19,9 points, sa moyenne de rebonds passant de 4,3 rebonds à 4,3 rebonds. Elle figure une nouvelle fois dans le meilleur cinq de la saison, comme en 2004 et 2006, et participe pour la quatrième fois au All Star Game.
Lors de la saison 2008, elle termine, comme en 2006, en tête des bilans de la ligue au nombre de points marqués. En 2014 ses 25,3 et 24,1 points en 2006 puis 2008 restent encore les deux fortes moyennes historiques de WNBA. Elle termine pour la quatrième fois dans le meilleur cinq. Le Mercury de Phoenix devient la première franchise de l'histoire de la ligue, championne WNBA en titre, à ne pas se qualifier pour les playoffs. La franchise termine à la dernière place de la Conférence Ouest. Diana Taurasi score 10 fois à 30 points ou plus, nouveau record de la ligue, qui ne sera battu qu'en 2014 par Maya Moore.
Le 2 juillet 2009, elle est interpellée pour un excès de vitesse automobile et un excès d'alcool, entrainant sa suspension pour deux rencontres par Phoenix. Malgré une médiatisation important, elle est retenue comme remplaçant pour le All-Star Game. Le Mercury termine la saison 2009 avec le meilleur bilan lors de la phase régulière de la saison. Diana, meilleure marqueuse de la ligue avec 20,4 points et avec 5,7 rebonds et 3,5 passes par rencontre, est nommée MVP de la ligue pour la première fois, devançant la joueuse des Fever de l'Indiana Tamika Catchings. Lors des playoffs, Phoenix élimine successivement les Silver Stars de San Antonio, puis les Sparks de Los Angeles par deux victoires à une et affronte le Fever d'Indiana (premier de la Conférence Est en saison régulière) pour le titre. La finale est riche en suspense : les deux équipes doivent attendre la cinquième et ultime rencontre pour se départager. Après une première victoire obtenue en prolongation - 120 à 116 - par Phoenix, la franchise d'Indiana remporte les deux rencontres suivantes grâce à Tamika Catchings. Phoenix, grâce aux 22 points, 5 rebonds et 7 passes de Cappie Pondexter obtiennent le droit de disputer la manche décisive, disputée à Phoenix, en l'emportant chez leurs adversaires 90 à 77. Diana Taurasi, nommée MVP des Finales, apporte 26 points dans la rencontre décisive, gagnée 94 à 86, bien secondée par les 24 points de Pondexter et les 14 de Penny Taylor.
Pour la troisième saison consécutive, Diana Taurasi termine en tête du classement des marqueuses de WNBA avec une moyenne de 22,6 points. Elle termine à trois reprises meilleure joueuse de la semaine. Cela porte à treize le nombre de titre de Player of the Week depuis le début de sa carrière. Elle est de nouveau nommée dans le meilleur cinq de la ligue, cinq où les quatre autres joueuses sont Cappie Pondexter, Tamika Catchings, Lauren Jackson et Sylvia Fowles. Phoenix termine au second rang de la Conférence Ouest. Lors de la demi-finale de Conférence, Phoenix élimine les Silver Stars de San Antonio par deux victoires à zéro mais s'incline en finale à l'Ouest face à la franchise des Storm de Seattle, de la MVP de la saison Lauren Jackson, sur le score de deux à zéro - 82 à 74 puis 91 à 88.

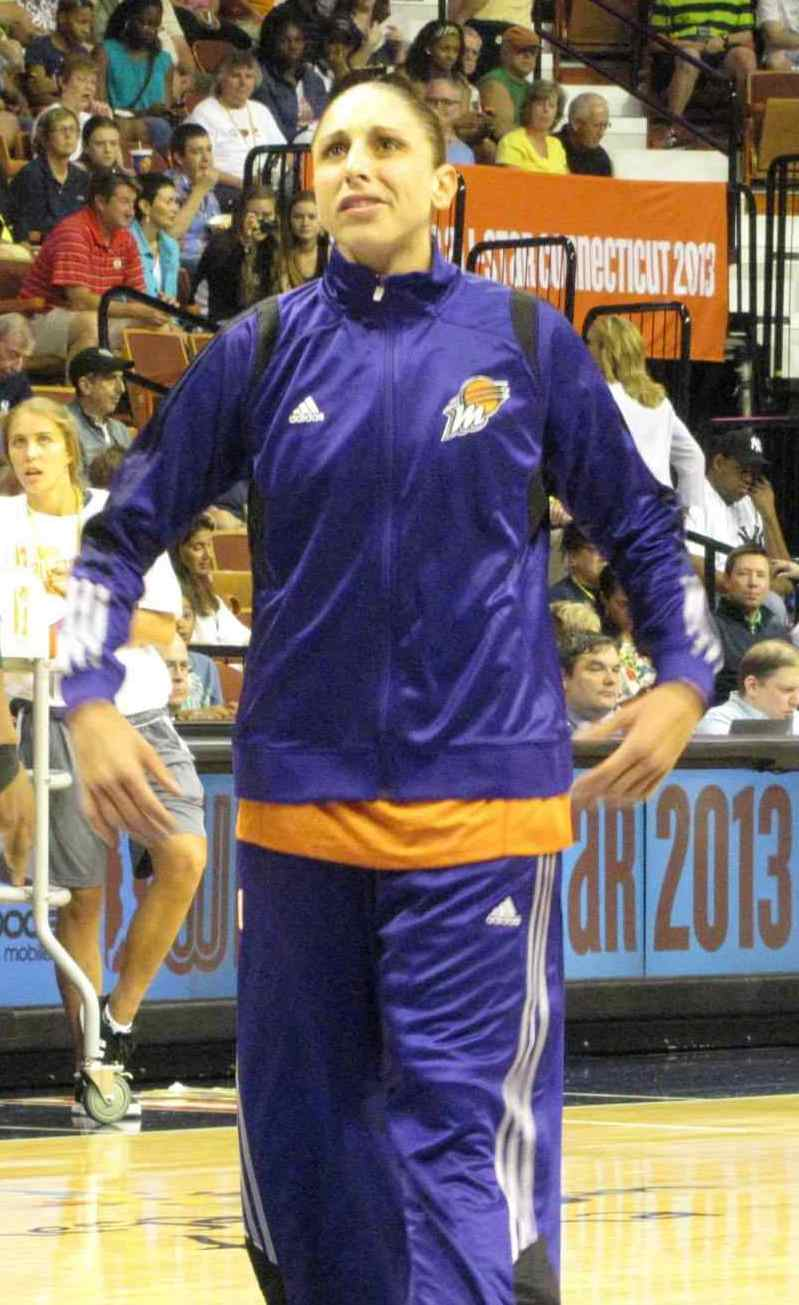
Diana Taurasi au WNBA All-Star Game en 2013

Le 15 juillet 2011, elle devient face aux Mystics de Washington la joueuse ayant atteint le plus rapidement 5 000 points, à son 243e match, seize de moins que Lauren Jackson. Elle est la cinquième joueuse à atteindre cette marque. Les quatre joueuses sont Tina Thompson, Lisa Leslie, Katie Smith et Lauren Jackson. Elle reçoit en août le titre de joueuse de la semaine de la conférence ouest, sa quatorzième en carrière. Ce titre récompense une semaine où elle inscrit 26 points et capte six rebonds contre les Minnesota Lynx, meilleur bilan de la ligue, puis marque 21 points lors de ses deux matchs suivants. Ses trois matchs figurent dans une série de neuf rencontres consécutives à 20 points et plus. Elle réalise son meilleur total de la saison avec 36 points lors d'une défaite contre Seattle. Pour la quatrième année consécutive, et la cinquième de sa carrière, elle termine au premier rang du classement des marqueuses avec une moyenne de 20,8 points. Phoenix, troisième de la conférence Ouest, élimine le Storm de Seattle lors du premier tour des playoffs puis s'incline face au Lynx du Minnesota, futur champion WNBA, en finale de conférence sur le score de deux à zéro.
Sa saison 2012 est perturbée par une blessure puis la stratégie de bas de classement afin de renforcer les chances de la franchise pour la draft WNBA 2013.
Le Mercury obtient le premier choix avec Brittney Griner mais la saison 2013 reste décevante pour la franchise[réf. nécessaire], bien que Taurasi réalise la très rare performance d'être à la fois la meilleure scoreuse et la meilleure passeuse de la ligue, exploité réalisé pour la dernière fois en NBA par Nate Archibald en 1972.
Lors de la saison WNBA 2014, lors de son 316e match, elle passe le total de points de 6 452 points de Katie Smith (en 166 rencontres de moins qu'elle) pour devenir la seconde marqueuse de l'histoire de la WNBA derrière la seule Tina Thompson (7 488 points), lors d'une sixième victoire consécutive qui consolide la place de leader du Mercury. Début juillet, elle est élue pour la seconde fois de la saison joueuse de la semaine, la 18e fois de sa carrière, devancée par les seules Tamika Catchings (20 fois) et Lauren Jackson (19). À ce moment de la saison, elle est cinquième marqueuse de la ligue (18,9 points), seconde aux passes décisives (6,1), et troisième tant aux paniers primés réussis (35) qu'à l'adresse aux lancers francs (92,1 %). Elle finit la saison meilleure passeuse de la Ligue, contribuant au bilan de 29 victoires pour seulement 5 défaites du Mercury en saison régulière. Lors du premier match face aux Sparks de Los Angeles, elle bat sa meilleure performance personnelle en play-offs avec 34 points. Lors de la seconde manche, elle bat le record de points cumulés en finales WNBA détenu jusque-là par Deanna Nolan avec 256 points. Elle remporte avec le Mercury son troisième titre WNBA 2014 face au Sky de Chicago par trois victoires à zéro. Elle est nommée meilleure joueuse des Finales WNBA. En pointe tout au long de la saison et des finales, elle réussit le tir décisif à 14,2 secondes de la fin du dernier match alors que le Mercury et le Sky étaient à égalité à 82 points partout.
Son employeur russe conditionnant son contrat (pour un montant de 1,5 million de dollars annuel, dix fois supérieur à ses revenus WNBA) à ce qu'elle prenne une année de repos pendant l'été en 2015 ou 2016, elle fait l'impasse sur la saison WNBA 2015.
De retour en WNBA pour la saison 2016, elle est élue joueuse de la semaine pour la 19e fois de sa carrière le 27 juin 2016. Le Mercury remporte deux victoires en trois rencontres avec Taurasi seconde marqueuse (23,3) et sixième aux passes décisives (4,3 apg) dans la Conférence Ouest. Elle devient le 29 juin la troisième joueuse de WNBA à passer la barre des 7 000 points inscrits en 349 rencontres talonnant la retraitée Tina Thompson (7 488 en 496 rencontres) et la toujours active mais accomplissant sa dernière saison Tamika Catchings (7 142 en 438 rencontres). Sa moyenne de points en carrière de 20,1 est la plus élevée de toutes les joueuses à plus de 6 000 points inscrits surpassant les 18,9 de Lauren Jackson ou les 18,1 de Cappie Pondexter, montrant la capacité de Taurasi à établir si elle poursuit sa carrière un record difficile à atteindre pour des jeunes joueuses montrant un talent comparable comme Angel McCoughtry, Maya Moore and Elena Delle Donne, elle qui a remporté cinq fois le titre de meilleure marqueuse de la WNBA en 2006 puis entre 2008 et 2011. Son adresse est remarquable aux tirs de champ (49,9 %), comme à trois points (36,7 %) ou aux lancers francs (85,7 %). Ses 856 tirs primés réussis sont proches du record de 906 détenu par Katie Smith. Le Mercury se qualifie pour les play-offs 2016. Lors du premier tour, pour son 43e match de play-offs, Diana Taurasi bat le record de nombre de paniers à trois points réussis en carrière précédemment détenu par Becky Hammon avec 112 paniers primés inscrits en 60 rencontres de post-saison. 
En 2017, elle est de nouveau nommée dans le second meilleur cinq de la WNBA d'une saison où elle bat le record historique de points inscrits et de paniers réussis à trois points en carrière.
Lors de la première rencontre de la saison 2018, elle devient la première joueuse de la WNBA à inscrire 1 000 paniers à trois points pendant sa carrière.
Elle est nommée meilleure joueuse du mois pour la conférence Ouest (pour la troisième fois de sa carrière) en juin 2018. Le Mercury Phoenix enregistre 11 succès en 13 rencontres sur le mois pour atteindre le meilleur bilan de la ligue (13-5). Elle est troisième meilleure marqueuse de la conférence (21,6), troisième passeuse (6,0), additionné de 3,84 rebonds et la meilleure adresse de la conférence aux lancers francs avec 75 réussites sur 79 tentatives soit 94,9 %. Elle est nommée meilleure joueuse du mois d'août, pendant le Mercury remporte cinq de ses sept sorties avec pour Taurasi la quatrième place de la conférence aux points (22,0) et la première aux passe décisives (7,4). En août, elle établit un nouveau record de 14 passes décisives qu'elle égale de nouveau quelques jours plus tard, d'abord le 12 août face aux Sparks puis le 17 août face au Dream avec de surcroît respectivement 20 et 27 points inscrits. 
Troisième marqueuse de la ligue avec 20,7 points par match, sa plus haute moyenne depuis 2011, elle convertit 106 paniers à trois points (plus forte chiffre de la ligue) et réussite 92,5 % de ses lancers francs (meilleure de la ligue), tout en étant la quatrième passeuse (5,3), ce qui permet à Diana Taurasi d'être élue pour la 10e fois dans le meilleur cinq de la WNBA, et de facto pour la 13e fois dans les deux meilleurs cinq de la ligue surpassant les 12 sélections de Tamika Catchings et Lisa Leslie.

### Europe
Elle détient la nationalité italienne, ce qui lui permet d'être encore plus courtisée par les clubs européens.
Pour la saison 2005-2006, elle rejoint la Russie pour évoluer avec ŽBK Dynamo Moscou. Le club atteint le quart de finale de l'Euroligue 2006. La saison suivante, elle rejoint un autre club russe, le Spartak Moscou Région. Pour sa première saison avec celui-ci, elle remporte le titre de championne de Russie et l'Euroligue 2007. durant cette saison, elle apporte 11,4 points, 5,4 rebonds et 2,1 passes décisives. 
La saison suivante, elle évolue de nouveau sous les couleurs du Spartak, où elle retrouve d'autres joueuses américaines Sue Bird, Tina Thompson et l'australienne Lauren Jackson. Le club russe domine l'Euroligue 2008, remportant 15 de ses 16 rencontres. Le club gagne la finale face au club tchèque de Basketbalový Klub Brno sur le score de 75 à 60. Le Spartak réalise le doublé en remportant également le championnat.
Lors de l'Euroligue 2009, le Spartak, qui a encore reçu le renfort de Sylvia Fowles, retrouve une nouvelle fois le Final four. Après avoir éliminé l'autre club russe de UMMC Iekaterinbourg en demi-finale, le Spartak se défait sans difficulté du club espagnol de Salamanque qui évolue à domicile. Diana, avec 33 points (dont 6/11 à trois points) 4 rebonds et 5 passes en demi-finale, 31 points (dont 5/10 à trois points), 5 rebonds et 4 passes lors de la finale, est nommée MVP du Final Four.
Malgré l'assassinat du président du Spartak, Shabtai Von Kalmanovic, le 2 novembre 2010, Taurasi dispute sa quatrième saison avec le club russe du Spartak. lors de la première phase de l'Euroligue 2009-2010, les joueuses du Spartak terminent invaincues. En huitièmes de finale, elles sont opposées au club polonais de Lotos Gdynia, club qu'elles éliminent en deux manches. En quart, elles sont opposées au Fenerbahçe. Lors des deux manches de cette série, Taurasi réalise 28 points - 5 sur 10 à deux points et 5 sur 7 à trois points - puis 38 points - 9 sur 17 et 4 sur 13 à trois points - et six rebonds lors de la deuxième rencontre. Pour la troisième année consécutive, la demi-finale du Final Four, disputé à Valence, oppose les deux clubs russes de UMMC Iekaterinbourg et du Spartak. Comme les deux années précédentes, le Spartak l'emporte sur le score de 87 à 79 dans une rencontre dominée par Taurasi qui inscrit 37 points - 3 sur 9 à deux points et 8 sur 13 à trois points, prend 12 rebonds et délivre 6 passes. Opposées aux Espagnoles de Ros Casares Valence en finale, les joueuses du club russe remportent le quatrième titre de champion d'Europe de l'histoire du club, quatre titres obtenus de manière consécutive. C'est également le quatrième titre de Taurasi qui remporte également sur le plan individuel son second titre de MVP consécutif grâce à une nouvelle belle performance en finale avec 29 points - 8 sur 14 à deux points et 2 sur 6 à trois points - 6 rebonds et deux passes,.
En 2010, après quatre saisons au Spartak, elle rejoint un nouveau championnat pour évoluer avec le club de Fenerbahçe, club où elle retrouve László Rátgéber, entraîneur avec lequel elle a remporté l'Euroligue en 2009. Le club compte également dans son effectif l'Australienne Penny Taylor, qui est également sa coéquipière en WNBA à Phoenix.
Fin décembre 2010, la double championne olympique est provisoirement suspendue après la découverte d'un produit classé dopant le modafinil à la suite d'analyses. Le 3 janvier 2011, la chaîne d'information NTV rapporte que l'échantillon B se révèle également positif,. Elle est alors immédiatement licenciée par Fenerbahçe. Quelques semaines plus tard, le 19 février, elle est innocentée par la Fédération turque de basket-ball, ainsi que le laboratoire d'analyse d'Ankara, qui avoue avoir fait une erreur d'analyse dans les échantillons : sept autres joueurs évoluant en Turquie, dans différents sports, qui avaient eux aussi été accusés de dopage au Modafinil, par le même laboratoire, le même mois, sont également innocentés.
Lavée de ses accusations, elle décide de revenir jouer en Turquie. Cependant, elle ne rejoint pas Fenerbahçe mais son grand rival, le club de Galatasaray, qui veut mettre un terme à la série de victoires de Fenerbahçe en Turquie, champion depuis 2006. Peu après son arrivée dans son nouveau club, elle remporte son premier titre avec celui-ci lors de la finale de coupe de la présidence de Turquie en s'imposant face à son rival du Fenerbahçe sur le score de 85 à 78. Elle termine la rencontre avec 16 points et 6 passes décisives d'une rencontre dont sa compatriote Tina Charles est désignée meilleure joueuse. En Euroligue, elle est désignée MVP des première et quatrième journées de la saison régulière pour des évaluations de 38 et 29. Galatasaray termine cette phase régulière avec un bilan de cinq victoires et trois défaites, ce qui la place au cinquième rang du classement établi à l'issue du premier tour. Désigné club hôte du Final Eight, nouvelle formule finale de la phase finale de la compétition, Galatasaray ne dispute pas les quarts de finale. Quelques jours avant la phase finale de l'Euroligue, les deux rivaux d'Istanbul se retrouvent en finale de la coupe de Turquie. Galatasaray s'impose sur le score de 76 à 72. Le club hôte débute mal son groupe du Final Eight en concédant la défaite face aux Espagnoles de Rivas Ecópolis, malgré les 21 points, 5 rebonds, 2 passes, 2 interceptions de Taurasi. La défaite lors de la deuxième journée face à Fenerbahçe sur le score de 75 à 67 — 20 points, 5 rebonds, 1 passe et 1 contre de Taurasi — met un terme aux ambitions de titre européen du club turc. Galatasaray termine finalement cinquième grâce à une victoire face à son ancien club du Spartak sur le score de 73 à 71 avec 26 points, 6 rebonds. La finale du championnat de Turquie met de nouveau aux prises les deux clubs d'Istanbul. Fenerbahçe s'impose à domicile lors des deux premières rencontres de celle-ci - 75 à 69 puis 98 à 93 avec respectivement 12 points, 2 rebonds, 2 passes puis 25 points, 4 rebonds, 9 passes pour Taurasi- avant que Galatasaray ne remporte la troisième rencontre à domicile sur le score de 92 à 86 grâce en partie aux 34 points, 4 rebonds et 7 passes de Taurasi. Finalement, Fenerbahçe remporte son huitième titre de champion consécutif grâce à une victoire 96 à 86 malgré de nouveau un énorme match de Taurasi avec 32 points, 4 rebonds, 8 passes. Taurasi est nommé dans le meilleur cinq du championnat de Turquie.
Pour la saison 2012-2013, elle rejoint UMMC Iekaterinbourg et remporte, après ses quatre titres moscovites sa cinquième Euroligue.
Elle remporte son sixième titre en 2016 en étant désignée meilleure joueuse du Final Four, avec notamment 22 points inscrits en finale. Elle annonce à l'automne 2017 que la saison à venir sera probablement sa dernière en Europe, mais elle ne termine pas celle-ci et quitte Iekaterinbourg en décembre 2017 en raison de problèmes de dos ainsi pour se rapprocher de son épouse enceinte.

### Équipe nationale
Diana Taurasi fait ses premiers matches sous les couleurs américaines en participant au tournoi de qualification 2000 pour Championnat du monde junior de 2001. La sélection américaine termine à la troisième place de la compétition dont elle est élue dans le meilleur cinq.
Ses performances à l'université lui offrent une place dans la sélection américaine pour les Jeux olympiques de 2004 à Athènes, remportant avec les autres stars américaines le titre olympique. Individuellement, elle participe aux huit rencontres et termine la compétition avec 8,5 points, 3,0 rebonds.
L'échéance importante suivante est le Mondial 2006 au Brésil, où elle est de nouveau sélectionnée pour défendre les couleurs américaines. Lors de ces mondiaux, la Russie contredit les pronostics en battant les Américaines, sur le score de 75 à 68. Les États-Unis remportent toutefois le bronze en disposant du Brésil sur le score de 99 à 59. Diana Taurasi pour sa part apporte 14,3 points, 3,1 rebonds à son équipe. Lors de la demi-finale, elle marque 21 points puis ajoute 28 lors du match pour la troisième place. Lors de celui-ci, elle établit un nouveau record de tir à trois points réussi, avec six tirs réussis sur sept tentatives.
Lors de la saison 2007, elle participe au Championnat des Amériques de basket-ball, disputé au Chili, et qualificatif pour les Jeux olympiques de 2008 à Pékin. Les Américaines remportent la médaille d'or en restant invaincues.
La sélection américaine se rend à Pékin avec l'ambition de remporter son quatrième titre olympique consécutif et de reprendre sa domination sur le basket-ball mondial. L'équipe remporte ses huit rencontres, avec une marge moyenne de 37,6 points par match, la Russie étant la seule en demi-finale à rester sous la barre des 20 points de déficit. Les championnes du monde australiennes perdent en finale sur le score de 92 à 65. Les statistiques de Diana Taurasi, qui figure dans le cinq de départ de toutes les rencontres, sont de 10,9 points, 3,9 rebonds.

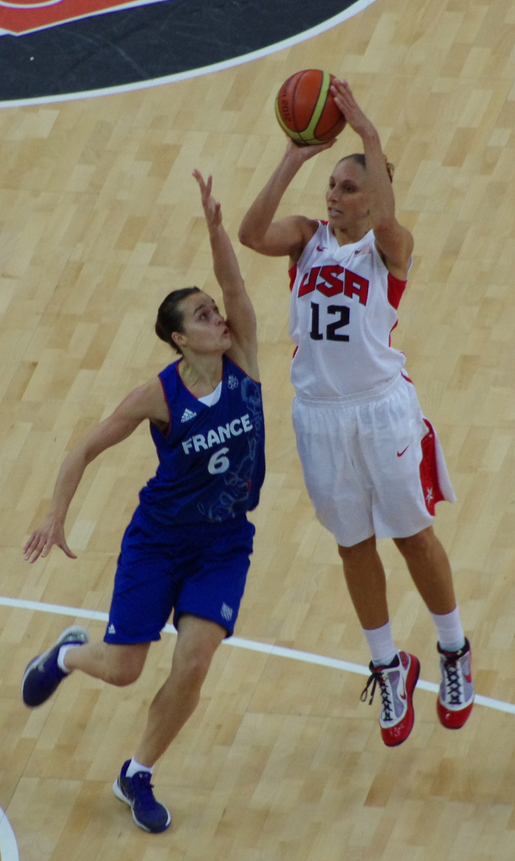
Tir de Diana Taurasi malgré Clémence Beikes en finale des Jeux de Londres 2012.

L'objectif des Américaines lors du Mondial 2010 est de retrouver l'or après une médaille de bronze obtenue au Brésil en 2006. Cet objectif est confié à Geno Auriemma, entraîneur des UConn Huskies de l'Université du Connecticut. Six des douze joueuses de l'équipe américaine, Sue Bird, Swin Cash, Tina Charles, Asjha Jones, Maya Moore et Diana Taurasi ont évolué sous sa direction avec UConn. Durant cette compétition où les Américaines remportent le titre en restant invaincues, Diana Taurasi débute doucement, avec 8 points lors des deux premières rencontres, mais avec un temps de jeu limité à 15 puis 16 minutes. Lors du troisième match, les Françaises obligent l'entraîneur à solliciter un peu plus sa joueuse qui inscrit 15 points et capte 6 rebonds en 26 minutes. Le tour suivant voit s'affronter les deux équipes favorites de la compétition, les Américaines face aux championnes du monde en titre australiennes. Lors de cette rencontre, Taurasi inscrit 24 points, capte 2 rebonds et délivre 3 passes dans une victoire 83 à 75 des Américaines. En quart de finale, celles-ci s'imposent facilement face aux Coréennes - 106 à 44 avec 7 points en 16 minutes de Taurasi. Lors de la demi-finale, les Espagnoles subissent également une défaite importante - 106 à 70 - dans une rencontre où Taurasi inscrit 11 points, capte 2 rebonds et délivre 4 passes. Taurasi évolue 30 minutes lors de la finale, temps dont elle profite pour inscrire 16 points, deuxième marqueuse américaine de la rencontre derrière Angel McCoughtry. Cette finale est remportée sur le score de 89 à 69 face à la République tchèque qui dispute ce mondial à la maison. Taurasi, qui est la meilleure marqueuse américaine de la compétition avec 12 points, est élue dans le meilleur cinq de la compétition.
Lors des Jeux olympiques de 2012 à Londres, son importance à la marque progresse peu à peu au fil du tournoi, débutant par 8, 6 et 7 points lors des trois premiers matchs. À partir de la quatrième rencontre, elle inscrit au moins dix points lors de chacune de ses rencontres, sauf lors de la finale face aux Françaises où elle inscrit 9 points lors de la victoire 86 à 50. Elle réussit son meilleur total, 22 points, face à la Chine avec un 4 sur 5 à deux points et 4 sur 5 à trois points. Lors de la demi-finale face aux Australiennes - victoire sur le score de 73 à 86, elle réussit 14 points, mais avec un 0 sur 5 à deux points, compensé par un 2 sur 2 à trois points. Sur l'ensemble de la compétition, son pourcentage à deux points est de 48,7 % et celui à trois points de 42,9 %. Elle est très efficace sur la ligne de lancer-franc avec un 24 sur 25. Elle est la meilleure marqueuse américaine du tournoi avec 12,4, et deuxième passeuse derrière Sue Bird avec 2,9.
Figurant dans la présélection américaine championnat du monde 2014 puis est retenue dans la sélection finale.
Elle fait partie des douze sélectionnées pour le tournoi olympique de 2016. Lors de la victoire face au Sénégal, elle inscrit 13 points pour porter son total olympique à 282, dépassant les 274 de Sheryl Swoopes 274, Lisa Leslie restant leader avec 488 points inscrits.
Elle est membre de la sélection américaine qui remporte la Coupe du monde 2018 en enchaînant six rencontres sans défaite en Espagne. Elle remporte ainsi sa troisième médaille d'or au niveau mondial : « Dans l'ensemble, pour USA Basketball, je suis vraiment fière de ce que nous avons fait dans ce tournoi. Je crois que ceux qui ont regardé ce tournoi que cela a été le plus disputé des tournois mondiaux que j'ai joués. Il y avait beaucoup de bonnes équipes, beaucoup de bonnes joueuses, un haut niveau de jeu ».
Diana Taurasi remporte son cinquième titre olympique avec les États-Unis sur une victoire 90-75 sur le Japon, le 8 août 2021 en finale des Jeux de Tokyo 2020. Avec sa coéquipière Sue Bird, elles deviennent les seules quintuple médaillées d'or olympiques du basket-ball féminin,.
Malgré un temps de jeu limité en raison d'une blessure, elle participe à la victoire de sa sélection lors du tournoi des Jeux olympiques de 2024. Sa sixième médaille fait d'elle la seule détentrice du nombre de titres olympiques en basket-ball, hommes et femmes. Seuls deux autres sportifs possèdent également six titres olympiques dans la même épreuve : l'Allemande Isabell Werth dans la discipline du dressage en équitation et le Hongrois Aladar Gerevich au sabre en escrime.

## Vie privée
En mai 2017, elle épouse son ancienne coéquipière, l'Australienne Penny Taylor, peu après la naissance de leur enfant Leo le 1er mars 2018,.

## Club

### NCAA

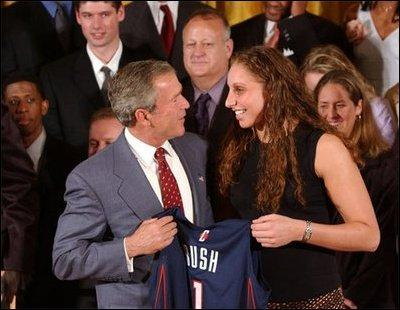
Taurasi avec le président des États-Unis George W. Bush à la Maison-Blanche après la victoire des Huskies du Connecticut lors du tournoi NCAA de basket-ball 2003.

- Huskies du Connecticut

### WNBA
- depuis 2004 : Mercury de Phoenix

### Europe
- 2005-2006 :  ŽBK Dynamo Moscou
- 2006-2010 :  Spartak Moscou Region
- 2010-2011 :  Fenerbahçe Istanbul
- 2011-2012 :  Galatasaray SK
- 2012-2018 :  UMMC Iekaterinbourg

## Palmarès

### Club
- Championne WNBA 2007, 2009 et 2014[36]
- Championne NCAA 2002, 2003, 2004
- Vainqueure de l'Euroligue 2007, 2008, 2009, 2010, 2013[64], 2016
- Championne de Russie 2007, 2008, 2013, 2014[89].
- Vainqueure de la Coupe de Turquie 2012
- Vainqueure de la Coupe de la présidence de Turquie 2011[Note 2]
- Vainqueure de la Coupe de Russie 2013[90]

### Sélection nationale
- Jeux olympiques d'été
  -  Médaille d'or aux Jeux olympiques de 2024 à Paris
  -  Médaille d'or aux Jeux olympiques de 2020 à Tokyo[85]
  -  Médaille d'or aux Jeux olympiques de 2016 à Rio de Janeiro[91]
  -  Médaille d'or aux Jeux olympiques de 2012 à Londres
  -  Médaille d'or aux Jeux olympiques de 2008 à Pékin
  -  Médaille d'or aux Jeux olympiques de 2004 à Athènes
- Championnat du monde
  -  Médaille d’or de la Coupe du monde 2018[83]
  -  Médaille d’or du Championnat du monde 2014[92]
  -  Médaille d'or au Championnat du monde 2010 en République tchèque
  -  Médaille de bronze du Championnat du monde 2006 au Brésil
- Championnat des Amériques
  -  Médaille d'or au Championnat des Amériques de basket-ball 2007
- autres
  - Médaille de bronze au Championnat du monde junior 2001

### Distinctions personnelles
Carrière universitaire
- Trophée Naismith 2003, 2004[93],[94]
- Élue meilleure joueuse (Most Outstanding Player MOP) du Final Four NCAA en 2003[95] et 2004[96].
- United States Basketball Writers Association (USBWA) Women's National Player of the Year 2003[97]
- Associated Press Women's College Basketball Player of the Year 2003[98]
- Wade Trophy 2003[99],[8]
- Honda Sports Award 2003, 2004[8]

- All-America par l'USBWA en 2003, 2004[100].
- First-team All-American par Associated Press 2003, 2004[101].
- Wooden All-America 2004[102].

Carrière WNBA 
- Premier choix de la draft WNBA 2004 en 1re position par le Mercury de Phoenix
- Rookie de l'année de la saison 2004[103]
- Meilleure joueuse de la saison WNBA 2009[104]
- Élue dans le All-WNBA First Team (meilleur cinq) en 2004, 2006, 2007, 2008, 2009, 2010, 2011[105], 2013, 2014, 2018[46].
- Second meilleur cinq de la WNBA (2005, 2016[106], 2017[42])

- MVP des finales en 2009[107] et 2014[37]
- Meilleure marqueuse de WNBA 2006, 2008, 2009, 2010
- Sélection au sein des meilleures joueuses des 15 ans de la WNBA[108]
- Sélection des meilleures joueuses des 20 ans de la WNBA[109].
- Sélection des meilleures joueuses des 25 ans de la WNBA[110].
- Sélection USA pour de la rencontre The Game at Radio City en 2004
- Sélections WNBA All-Star Game : 2005, 2006, 2007, 2009, 2011, 2013, 2014[111], 2017[112] et 2018[113]
- Sélection USA pour de la rencontre The Stars at the Sun en 2010[114]

Carrière à l'étranger
- Élue meilleure joueuse du Final Four de l'Euroligue 2009 et de l'Euroligue 2010[115]
- MVP du Final Four de l'Euroligue 2016[65]

Sélection
- Élue dans le meilleur cinq du championnat du monde 2010[75]

## Statistiques
| MVP de la saison | Recrue/rookie de la saison | Champion WNBA | Leader de la ligue | Gras/Meilleures performances |

| Saison             | Équipe             | MJ  | M5  | Min  | %T    | %3   | %LF   | Rb  | PD  | Int | Ctr | BP | F   | Pts  |
| ------------------ | ------------------ | --- | --- | ---- | ----- | ---- | ----- | --- | --- | --- | --- | -- | --- | ---- |
| 2004               | Phoenix            | 34  | 34  | 33,2 | 41,6  | 33,0 | 76,0  | 4,4 | 3,9 | 1,3 | 0,7 |    |     | 17,0 |
| 2005               | Phoenix            | 33  | 33  | 33,0 | 41,0  | 31,3 | 80,1  | 4,2 | 4,5 | 1,1 | 0,9 |    |     | 16,0 |
| 2006               | Phoenix            | 34  | 34  | 33,9 | 45,2  | 39,7 | 78,1  | 3,6 | 4,1 | 1,2 | 0,8 |    |     | 25,3 |
| 2007               | Phoenix            | 32  | 32  | 32,0 | 44,0  | 36,7 | 83,5  | 4,2 | 4,3 | 1,4 | 1,1 |    |     | 19,2 |
| 2008               | Phoenix            | 34  | 34  | 31,9 | 44,6  | 36,0 | 87,0  | 5,1 | 3,6 | 1,4 | 1,4 |    |     | 24,1 |
| 2009               | Phoenix            | 31  | 31  | 31,5 | 46,1  | 40,7 | 89,4  | 5,7 | 3,5 | 1,2 | 1,4 |    |     | 20,4 |
| 2010               | Phoenix            | 31  | 1   | 32,2 | 42,7  | 37,4 | 91,2  | 4,3 | 4,7 | 1,2 | 0,6 |    |     | 22,6 |
| 2011               | Phoenix            | 32  | 0   | 30,1 | 44,9  | 39,5 | 90,3  | 3,2 | 3,6 | 0,8 | 0,6 |    |     | 21,6 |
| 2012               | Phoenix            | 8   | 0   | 20,8 | 43,6  | 39,5 | 90,0  | 1,6 | 2,3 | 0,5 | 0,5 |    |     | 14,0 |
| 2013               | Phoenix            | 32  | 32  | 32,4 | 45,6  | 34,7 | 85,4  | 4,2 | 6,2 | 0,7 | 0,5 |    |     | 20,3 |
| 2014               | Phoenix            | 33  | 33  | 30,9 | 45,4  | 36,5 | 87,4  | 3,8 | 5,6 | 0,7 | 0,3 |    |     | 16,2 |
| 2016               | Phoenix            | 33  | 33  | 29,8 | 39,6  | 35,0 | 90,9  | 3,0 | 3,9 | 0,9 | 0,1 |    |     | 17,8 |
| 2017               | Phoenix            | 31  | 31  | 28,5 | 40,0  | 38,4 | 91,2  | 3,0 | 2,7 | 0,5 | 0,3 |    |     | 17,9 |
| 2018               | Phoenix            | 33  | 33  | 30,0 | 44,6  | 38,3 | 92,5  | 3,5 | 5,3 | 0,9 | 0,2 |    |     | 20,7 |
| 2019               | Phoenix            | 6   | 6   | 21,5 | 10,3  | 4,2  | 94,4  | 3,2 | 5,3 | 0,3 | 0,2 |    |     | 4,3  |
| 2020               | Phoenix            | 19  | 19  | 28,1 | 40,9  | 36,5 | 91,2  | 4,2 | 4,5 | 1,0 | 0,4 |    | 2,7 | 18,7 |
| 2021               | Phoenix            | 16  | 16  | 28,4 | 36,6  | 33,9 | .86,1 | 4,4 | 4,9 | 0,2 | 0,6 |    | 2,9 | 1,2  |
| 2022               | Phoenix            | 31  | 31  | 31,0 | 37,3  | 33,7 | .89,4 | 3,4 | 3,8 | 0,7 | 0,6 |    | 2,7 | 16,7 |
| 2023               | Phoenix            | 26  | 26  | 27,3 | 40,3  | 34,2 | .84,8 | 3,6 | 4,6 | 0,5 | 0,5 |    | 3,0 | 16,0 |
| 2024               | Phoenix            | 36  | 36  | 29,0 | 40,0  | 33,3 | 85,7  | 3,8 | 3,4 | 0,6 | 0,3 |    | 1,9 | 14,9 |
| Carrière           |                    | 565 | 565 | 30,7 | .42,5 | 36,0 | 87,0  | 3,9 | 4,2 | 0,9 | 0,6 |    | 2,7 | 18,8 |
| WNBA All-Star Game | WNBA All-Star Game | 10  | 8   | 18,9 | 40,0  | 31,8 | 100,0 | 3,1 | 4,3 | 0,2 | 0,3 |    | 1,5 | 9,0  |

| Saison   | Club | Match | Match | Min  | 2 pts (%) | 3 pts (%) | LF (%) | Rebonds | Rebonds | Rebonds | Pd  | Int | C   | BP   | F    | Points | Points |
| Saison   | Club | J     | D     | Min  | 2 pts (%) | 3 pts (%) | LF (%) | O       | D       | TRB     | Pd  | Int | C   | BP   | F    | T      | Moy.   |
| -------- | ---- | ----- | ----- | ---- | --------- | --------- | ------ | ------- | ------- | ------- | --- | --- | --- | ---- | ---- | ------ | ------ |
| 2007     | PHO  | 9     | 9     | 33,2 | 50,4      | 39,0      | 73,1   | 0,7     | 3,7     | 4,3     | 3,0 | 1,4 | 0,8 | 2,00 | 3,40 | 179    | 19,9   |
| 2009     | PHO  | 11    | 11    | 32,9 | 45,1      | 36,5      | 89,3   | 0,8     | 5,1     | 5,9     | 3,8 | 0,7 | 1,3 | 3,00 | 3,70 | 245    | 22,3   |
| 2010     | PHO  | 4     | 4     | 31,3 | 47,3      | 54,2      | 81,8   | 0,8     | 4,5     | 5,3     | 3,8 | 1,8 | 0,8 | 4,00 | 3,50 | 74     | 18,5   |
| 2011     | PHO  | 5     | 5     | 31,2 | 39,8      | 28,6      | 92,9   | 0,2     | 3,0     | 3,2     | 2,4 | 0,2 | 0,2 | 2,40 | 4,20 | 100    | 20,0   |
| 2013     | PHO  | 5     | 5     | 37,2 | 33,3      | 17,6      | 95,0   | 1,0     | 4,2     | 5,2     | 6,0 | 1,6 | 0,2 | 3,00 | 3,80 | 104    | 20,8   |
| 2014     | PHO  | 8     | 8     | 32,4 | 49,2      | 38,6      | 85,3   | 0,6     | 3,6     | 4,3     | 5,8 | 1,0 | 0,5 | 3,88 | 2,62 | 175    | 21,9   |
| 2016     | PHO  | 5     | 5     | 30.7 | 51,5      | 43,2      | 97,0   |         |         | 2,6     | 2,8 | 0,2 | 0,6 | 2,0  |      |        | 23,6   |
| 2017     | PHO  | 5     | 5     | 31,8 | 40,9      | 35,3      | 76,9   |         |         | 2,8     | 3,8 | 0,6 | 0,0 | 2,0  |      |        | 17,2   |
| 2018     | PHO  | 7     | 7     | 35,3 | 47,7      | 41,9      | 86,4   |         |         | 4,4     | 6,0 | 0,8 | 0,5 | 2,2  |      |        | 21,0   |
| 2020     | PHO  | 2     | 2     | 35,0 | 47,1      | 47,6      | 100,0  |         |         | 4,0     | 7,5 | 0,5 | 0,0 | 2,0  |      |        | 25,5   |
| 2021     | PHO  | 10    | 10    | 30,5 | 39,1      | 34,7      | 88,4   |         |         | 3,5     | 2,9 | 0,5 | 0,6 | 3,0  |      |        | 17,6   |
| 2024     | PHO  | 2     | 2     | 29,5 | 42,3      | 38,9      | 100,0  |         |         | 3,0     | 2,5 | 1,0 | 0,0 | 3,5  |      |        | 15,5   |
| Carrière |      | 73    | 73    | 32,6 | 44,6      | 37,4      | 88,2   |         |         | 4,2     | 4,1 | 0,9 | 0,6 | 2,8  |      |        | 20,4   |

## Filmographie
- 2006 : Believe in Me de Robert Collector : coach d'O'Keene
- 2021 : Space Jam : Nouvelle Ère de Malcolm D. Lee : elle-même / White Mamba

## Pour approfondir